# Callulops marmoratus
Callulops marmoratus е вид жаба от семейство Тесноусти жаби (Microhylidae).

## Разпространение
Видът е разпространен в Папуа Нова Гвинея.